# Yağlıdere (district)
Yağlıdere is een Turks district in de provincie Giresun en telt 19.118 inwoners (2007). Het district heeft een oppervlakte van 322,5 km². Hoofdplaats is Yağlıdere.
De bevolkingsontwikkeling van het district is weergegeven in onderstaande tabel.
| 1997   | 2000   | 2007   |
| ------ | ------ | ------ |
| 18.064 | 19.297 | 19.118 |